# 경주 기림사 소조비로자나불 복장전적
경주 기림사 소조비로자나불 복장전적(慶州 祇林寺 塑造毘盧舍那佛 腹藏典籍)은 대한민국 경상북도 경주시 문무대왕면 호암리에 있는 사경(寫經)과 목판본(木版本)이다. 1988년 11월 4일 대한민국의 보물 제959호로 지정되었다.

## 개요
경주 기림사 소조비로자나불 복장의 전적 유물은 사경(寫經)과 목판본(木版本) 등 일괄 54건 71책이다. 사경은 고려 충목왕(忠穆王) 4년(1348)으로 추정되는 『상지은니대반야경(橡紙銀泥大般若經)』 권 210 등 10첩(帖)이 확인되었고, 목판본은 고려 숙종연간(肅宗年間, 1096∼1105)에 조성된 목판에서 13세기 초반 인출된 것으로 추정되는 『대방광불화엄경』 권26(大方廣佛華嚴經 卷二十六)을 비롯하여 고려말 인출본과 조선 초기 인출본 그리고 연산군 6년(1500) 합천(陜川) 봉서사(鳳栖寺)에서 판각 인출한 『선종유심결(禪宗唯心訣)』 등 다양하게 나타나고 있다. 장정 형태도 조선시대에 상당수 확인되는 선장본(線裝) 외에 고려 사경(高麗寫經)에서 많이 확인되는 첩장본(帖裝本)과 흔하지 않은 장정 방식인 호접장본(胡蝶裝本)과 포배장본(包背裝本) 등이 골고루 확인된다. 호접장본으로는 고려 충선왕 1년(1309)에 새겼던 목판에서 공민왕 19년(1370)에 다시 인출(印出)한 『대불정여래밀인수증요의제보살만행수능엄경(大佛頂如來密因修證了義諸菩薩萬行首楞嚴經)』 권 4∼7, 8∼9 그리고 중국 송(宋)에서 만들어진 목판(木板)에서 고려말 인출된 것으로 추정되는 『대방광물화엄경소(대방광불화엄경소)』 권97 등이 있다. 한편 포배장본으로는 고려말 인출된 것으로 보이는 『대방광원각약소주경(大方廣圓覺略䟽注經 )』 권상2, 『법화삼매참조선강의(法華三昧懺助宣講儀)』 권하 등이 있다. 경주 기림사 소조비로자나불 복장의 전적 유물은 고려시대 조성되었던 은자대장경(銀字大藏經)의 실례를 보여주며, 고려시기 판각(板刻)되었던 목판의 인출과 다양한 장정(裝訂) 형식을 보여주고 있다. 더욱 사경과 여러 목판본에서 확인되는 조성 목적과 조성 시기와 장소 그리고 관여했던 인물 등에 대한 다양한 정보는 조성 당시의 역사상을 이해하는데 상당한 도움을 준다.

## 세부 내역
| 구분 | 명칭                                            | 수량    |
| --- | ----------------------------------------------- | ------- |
| 고려시대 사경 (高麗時代 寫經) |                                                 |         |
| 상지은니대반야경(권210) (橡紙銀泥 大般若經(券210))                                                                                                 | 1권 1첩                                         |         |
| 상지은니대반야경(권259) (橡紙銀泥 大般若經(券259))                                                                                                 | 1권 1첩                                         |         |
| 상지은니대반야경(권561) (橡紙銀泥大般若經(券561))                                                                                                  | 1권 1첩                                         |         |
| 상지은니방광반야바라밀경(권12) (橡紙銀泥放光般若波羅密經(券12))                                                                                    | 1권 1첩                                         |         |
| 상지은니불설대방광십수경(권5) (橡紙銀泥佛設大方光十輸經(券5))                                                                                      | 1권 1첩                                         |         |
| 자색지은니등집중덕삼매경(권하) (紫色紙銀泥等集衆德三昧經(券下))                                                                                    | 1권 1첩                                         |         |
| 백지금니불설장수멸죄호제동자바라밀경 (白紙金泥佛說長壽滅罪護諸童子陀羅泥經)                                                                        | 1권 1첩                                         |         |
| 감지은니묘법연화경(권2) (柑紙銀泥妙法蓮華經(券2))                                                                                                  | 1권 1첩                                         |         |
| 상지은니대방광불화엄경(권25) (橡紙銀泥大方廣佛華嚴經(卷25))                                                                                        | 1권 1첩                                         |         |
| 감지은니묘법연화경(권6) (柑紙銀泥妙法蓮華經(券6))                                                                                                  | 1권 1첩                                         |         |
| 고려시대 목판본 (高麗時代 木板本) |                                                 |         |
| 대방광불화엄경소(권97) (大方廣佛華嚴經疏(券97)) | 1권 1첩                                         |         |
| 대불정여래밀인수증료의제보살만행수능엄경(권4~7, 권8~9) (大佛頂如來密因修證了義諸菩薩萬行首楞嚴經(卷4~7, 卷8~9))                                    | 6권 2책                                         |         |
| 대방광불화엄경(권26) (大方廣佛華嚴經(券26)) | 1권 1첩                                         |         |
| 대방광불화엄경(권48) (大方廣佛華嚴經(券48)) | 1권 1첩                                         |         |
| 대방광불화엄경(권79) (大方廣佛華嚴經(券79)) | 1권 1첩                                         |         |
| 대방광불화엄경(권10) (大方廣佛華嚴經(券10)) | 1권 1첩                                         |         |
| 대방광불화엄경(권53) (大方廣佛華嚴經(券53)) | 1권 1첩                                         |         |
| 대방광불화엄경(권22) (大方廣佛華嚴經(券22)) | 1권 1첩                                         |         |
| 대방광불화엄경(권55) (大方廣佛華嚴經(券55)) | 1권 1첩                                         |         |
| 대방광불화엄경(권74) (大方廣佛華嚴經(券74)) | 1권 1첩                                         |         |
| 묘법연화경(권3,6,7) (妙法蓮華經(券3,6,7)) | 3권 3첩                                         |         |
| 묘법연화경(권1) (妙法蓮華經(券1)) | 1권 1첩                                         |         |
| 묘법연화경(권6) (妙法蓮華經(券6)) | 1권 1첩                                         |         |
| 묘법연화경삼매참법(권상) (妙法蓮華經三昧懺法(券上))                                                                                                | 1권 1첩                                         |         |
| 불설부모은중경 (佛說父母恩重經) | 3권 1첩                                         |         |
| 불설대보부모은중경 (佛說大報父母恩重經) | 1첩                                             |         |
| 금광명경(권1) (金光明經(券1)) | 1권 1첩                                         |         |
| 불모출생삼법장반야바라밀다경(권12) (佛母出生三法藏般若波羅蜜多經(권12))                                                                            | 1권 1첩                                         |         |
| 불설장수멸죄호제동자다라니경 (佛說長壽滅罪護諸童子陀羅尼經)                                                                                        | 1권 1첩                                         |         |
| 불설장수멸죄호제동자다라니경 (佛說長壽滅罪護諸童子陀羅尼經)                                                                                        | 1권 1첩                                         |         |
| 불설예수십왕생칠경 (佛說豫修十王生七經) | 1권 1첩                                         |         |
| 정본일체여래대불정백산개총지 (正本一切如來大佛頂白率蓋摠持)                                                                                        | 1첩                                             |         |
| 법원주림(권22) (法苑珠林(券22)) | 1권 1첩                                         |         |
| 대방광원각략소주경(권상의2) (大方廣圓覺略疏注經(券上之2))                                                                                          | 1권 1책                                         |         |
| 법화삼매참조선강의(권하) (法華三昧懺助宣講儀(券下))                                                                                                | 1권 1책                                         |         |
| 묘법연화경(권7) (妙法蓮華經(券7)) | 1권 1책                                         |         |
| 선문염송집(권 5~6, 7~8, 9~10, 11~12, 13~14, 17~18, 19~20, 25~26, 27~28) (禪門拈頌集((권 5~6, 7~8, 9~10, 11~12, 13~14, 17~18, 19~20, 25~26, 27~28)) | 12권 9책                                        |         |
| 조선조 필사본 (朝鮮朝 筆寫本) | 백지묵서지장보살본원경 (白紙墨書地藏菩薩本願經) | 3권 1책 |
| 조선전조 목판본 (朝鮮前朝 木板本) |                                                 |         |
| 묘법연화경(권7) (妙法蓮華經(券7)) | 1권 1책                                         |         |
| 불설대보부모은중경 (佛說大報父母恩重經) | 1권 1첩                                         |         |
| 대불정여래밀인수증료의제보살만행수능엄경(권2,3,4) (大佛頂如來密因修證了義諸菩薩萬行首楞嚴經(券2,3,4)                                               | 3권 3책                                         |         |
| 묘법연화경(권5) (妙法蓮華經(券5)) | 1권 1책                                         |         |
| 대보부모은중경합각장수멸죄경 (大報父母恩重經合刻長壽滅罪經)                                                                                        | 1책                                             |         |
| 묘법연화경(권4~7) (妙法蓮華經(券4~7)) | 3권 1책                                         |         |
| 묘법연화경(권3~4) (妙法蓮華經(券3~4)) | 2권 1책                                         |         |
| 묘법연화경(권1, 4) (妙法蓮華經(券1, 4)) | 2권 2책                                         |         |
| 묘법연화경(권5~7) (妙法蓮華經(券5~7)) | 3권 1책                                         |         |
| 묘법연화경(권3~4, 5~7) (妙法蓮華經(券3~4, 5~7)) | 5권 2책                                         |         |
| 목우자수심결 (牧牛子修心訣) | 1책                                             |         |
| 불설장수멸호제동자다라니경합철대보부모은중경 (佛說長壽滅護諸童子陀羅尼經合綴大報父母恩重經)                                                        | 1책                                             |         |
| 선문삼가염송집(권 1~2, 3~4, 5~6) (門三家拈頌集(券 1~2, 3~4, 5~6))                                                                                  | 6권 3책                                         |         |
| 관세음보살예문합철불설아미타경 (觀世音菩薩禮文合綴佛說阿彌陀經)                                                                                    | 1책                                             |         |
| 대장일람집(권10) (大藏一覽集(券10)) | 1권 1책                                         |         |
| 선종유심결합철오대진언 등 (禪宗唯心訣合綴五代眞言 등)                                                                                              | 1책                                             |         |

## 참고 자료
- 경주 기림사 소조비로자나불 복장전적 - 국가유산청 국가유산포털